# Balanophora polyandra
Balanophora polyandra är en tvåhjärtbladig växtart som beskrevs av William Griffiths. Balanophora polyandra ingår i släktet Balanophora och familjen Balanophoraceae. Inga underarter finns listade i Catalogue of Life.